# Dawka dopuszczalna
Dawka dopuszczalna – oznacz. MPD, DMD, Dmax − wartość dawki promieniowania jonizującego określona prawem do wysokości której mogą być napromieniowane osoby mające zawodowy kontakt ze źródłami promieniowania, podczas normalnego ich użytkowania.
Międzynarodowo przyjęte wartość dawki dopuszczalnej zmieniała się w czasie:
- 1902-1925: 3 Sv/rok (Bezpieczna intensywność, Rollins)
- 1925-1934: 1 Sv/rok (Dawka tolerancyjna, Mutscheller)
- 1934-1950: 0,6 Sv/rok (ICRP)
- 1950-1956: 0,1 Sv/rok (ICRP)
- 1956-1991: 0,05 Sv/rok (ICRP)
- 1991-obecnie: 0,02 Sv/rok (ICRP)